# Герцог Бенавенте

Герб герцога Бенавенте

Пиментели (исп. Pimentel) — испанский благородный род португальского происхождения, глава которого с 1398 года носил титул графа, а с 1473 года — герцога Бенавенте. Угас в XVIII веке. В годы «золотого века» Пиментели были крупнейшими землевладельцами провинции Вальядолид.

## История титула
Португальский придворный Жуан Афонсу Пиментель, будучи женат на сводной сестре королевы Леоноры, во время споров за португальское престолонаследие поддерживал её дочь Беатрису с супругом, Хуаном Кастильским. Противоположную партию возглавлял его кузен Альвареш Перейра. Когда кастильская партия потерпела поражение, Пиментель бежал ко двору Беатрисы в Кастилии, где в 1398 году удостоился титула графа Бенавенте.
Титул герцога Бенавенте впервые был создан кастильским королём Энрике II для внебрачного сына Фадрике в 1370 году. После того, как тот поднял мятеж против своего брата и был заточен в темницу, титул был объявлен выморочным. В 1473 году титул возрождён для графа Бенавенте из рода Пиментелей, который был женат на дочери всемогущего королевского фаворита Хуана Пачеко. Одна из дочерей первого герцога Бенавенте стала матерью знаменитого полководца, 3-го герцога Альбы.
Благодаря удачным брачным альянсам с наследницами XVII—XVIII вв. герцоги Бенавенте собрали целую россыпь герцогских (Бехар, Аркос, Гандия, Пласенсия, Медина-де-Риосеко, Мандас и Вильянуэва) и княжеских (Англона и Скуиллаче) титулов. Среди прочего, к ним перешло наследие аристократических кланов Энрикес, Суньига и Борджа.
После угасания рода единственной наследницей всех его богатств осталась Мария Хосефа Пиментель (1750—1834), 12-я герцогиня Бенавенте, известная за пределами Испании по парадному портрету Гойи. Она создала в окрестностях Мадрида парк Эль-Капричо, который служит местом отдыха жителей столицы. В 1771 году супругом этой богатейшей наследницы был выбран её кузен — герцог де Осуна (из того же рода, к какому принадлежал Хуан Пачеко). С тех пор герцогские титулы Осуна и Бенавенте носит старший из их потомков.

## Герцоги де Беневенте
| №                                                 | Титул                                                      | Период                                            |
| Первая креация создана королём Кастилии Энрике II | Первая креация создана королём Кастилии Энрике II          | Первая креация создана королём Кастилии Энрике II |
| ------------------------------------------------- | ---------------------------------------------------------- | ------------------------------------------------- |
| 1-й                                               | Фадрике де Кастилия и Понсе де Леон                        | 1370—1394                                         |
| Вторая креация создана королём Кастилии Энрике IV |                                                            |                                                   |
| 1-й                                               | Родриго Алонсо Пиментель                                   | 1473—1499                                         |
| 2-й                                               | Алонсо Пиментель и Пачеко                                  | 1499—1530                                         |
| 3-й                                               | Антонио Бернардо Алонсо Пиментель и Эррера де Веласко      | 1530—1575                                         |
| 4-й                                               | Луис Алонсо Пиментель Эррера и Энрикес де Веласко          | 1575—1576                                         |
| 5-й                                               | Хуан Алонсо Пиментель Эррера и Энрикес де Веласко          | 1576—1621                                         |
| 6-й                                               | Антонио Алонсо Пиментель и Киньонес                        | 1621—1633                                         |
| 7-й                                               | Хуан Франсиско Альфонсо Пиментель и Понсе де Леон          | 1633—1652                                         |
| 8-й                                               | Антонио Алонсо Пиментель и Эррера Суньига                  | 1652—1677                                         |
| 9-й                                               | Франсиско Касимиро Пиментель де Киньонес и Бенавидес       | 1677—1709                                         |
| 10-й                                              | Антонио Франсиско Пиметнель де Суньига и Вигил де Киньонес | 1709—1743                                         |
| 11-й                                              | Франсиско Алонсо Пиментель и Вигил де Киньонес             | 1743—1763                                         |
| 12-я                                              | Мария Хосефа Пиментель и Тельес-Хирон                      | 1763—1834                                         |
| 13-й                                              | Педро де Алькантара Тельес-Хирон и Бофорт-Спонтин          | 1834—1844                                         |
| 14-й                                              | Мариано Тельес-Хирон и Бофорт-Спонтин                      | 1845—1882                                         |
| 15-й                                              | Педро де Алькантара Тельес-Хирон и Фернандес де Сантильян  | 1882—1898                                         |
| 16-я                                              | Мария де лос Долорес Тельес-Хирон и Домине                 | 1901—1939                                         |
| 17-я                                              | Анхела Мария Тельес-Хирон и Дуке де Эстрада                | 1952—2015                                         |
| 18-я                                              | Анхела Мария де Солис-Бомонт и Тельес-Хирон                | 2016 — н. в.                                      |

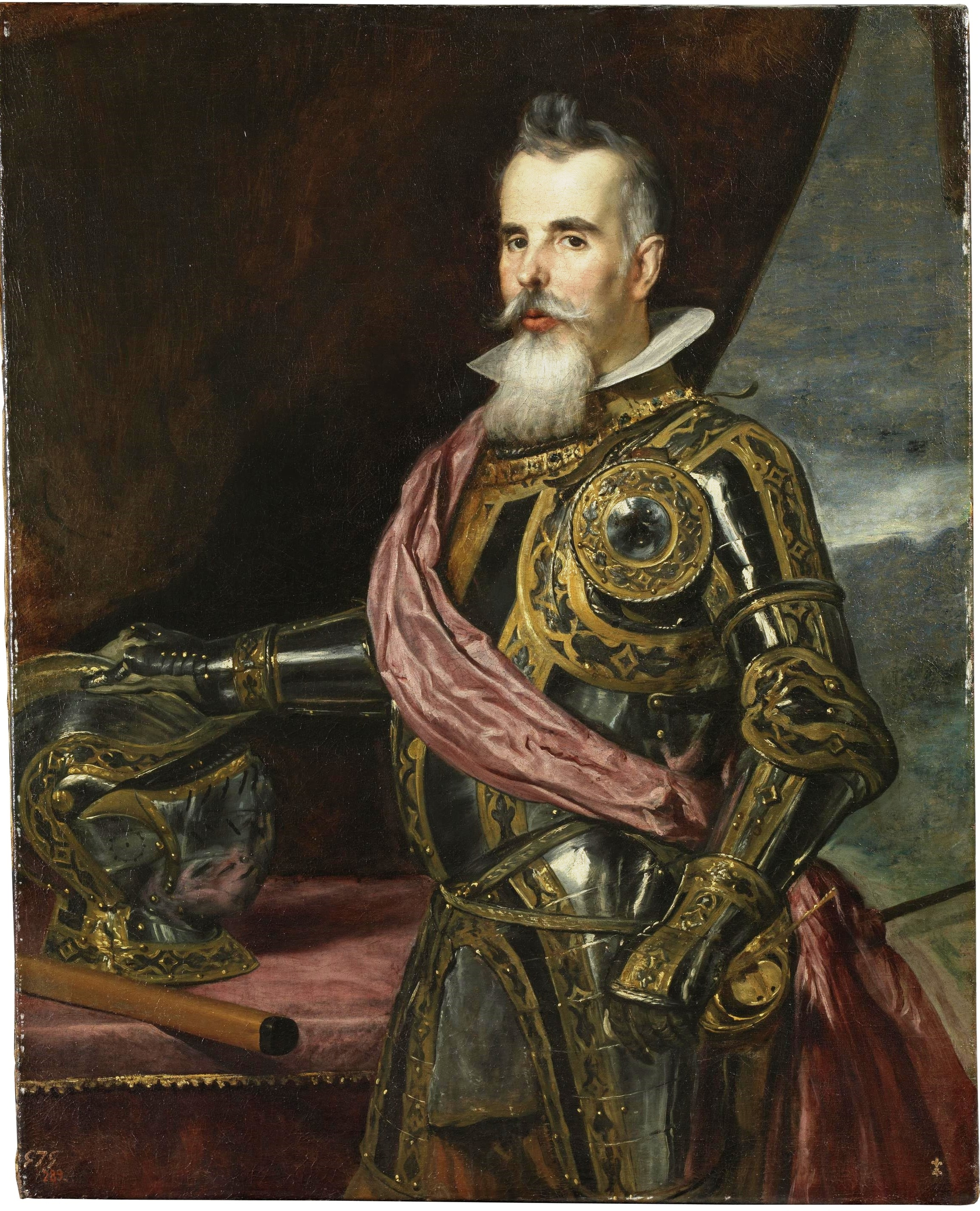
Д. Веласкес. Портрет 7-го герцога Бенавенте
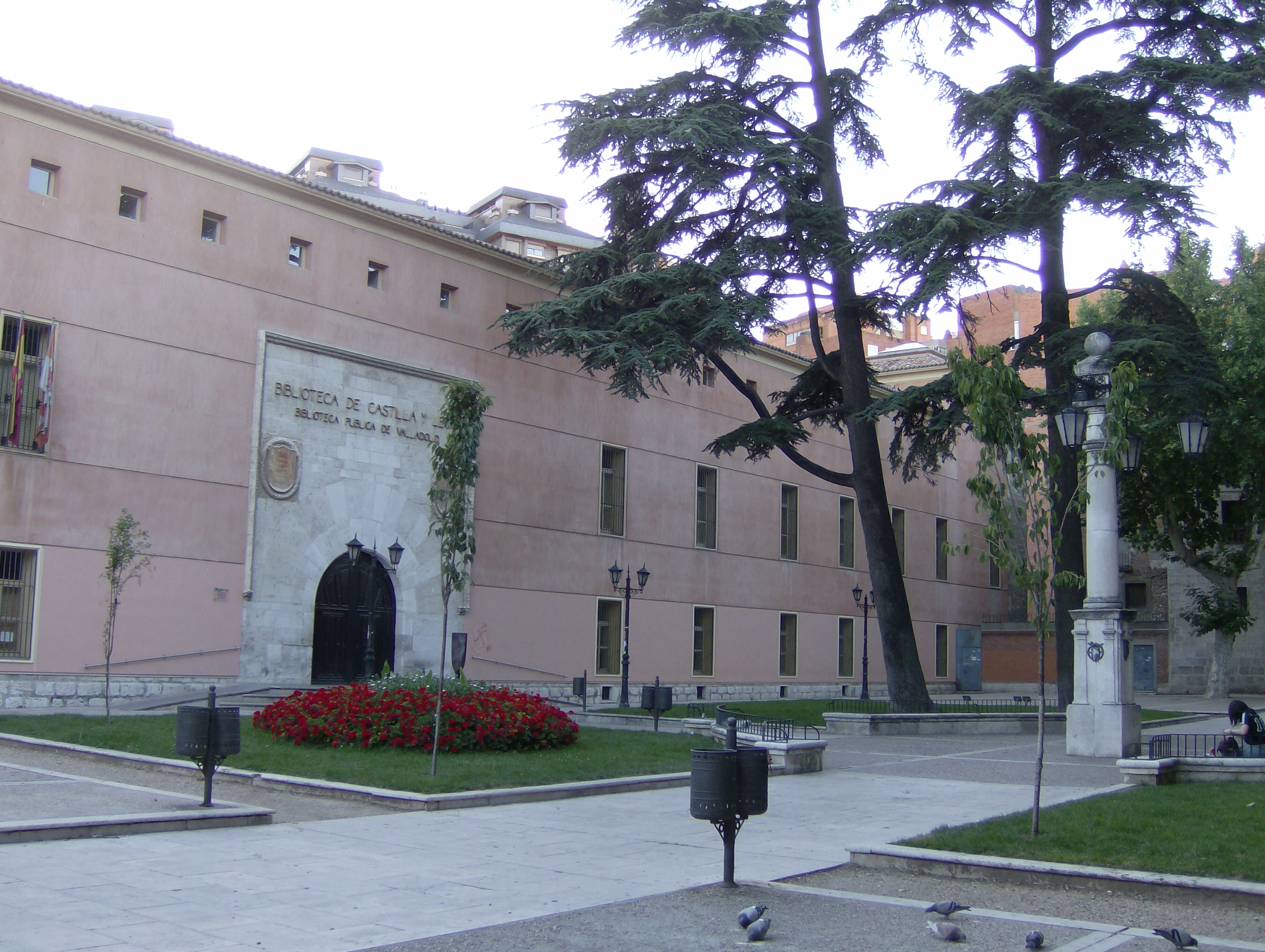
Дворец Бенавенте в Вальядолиде
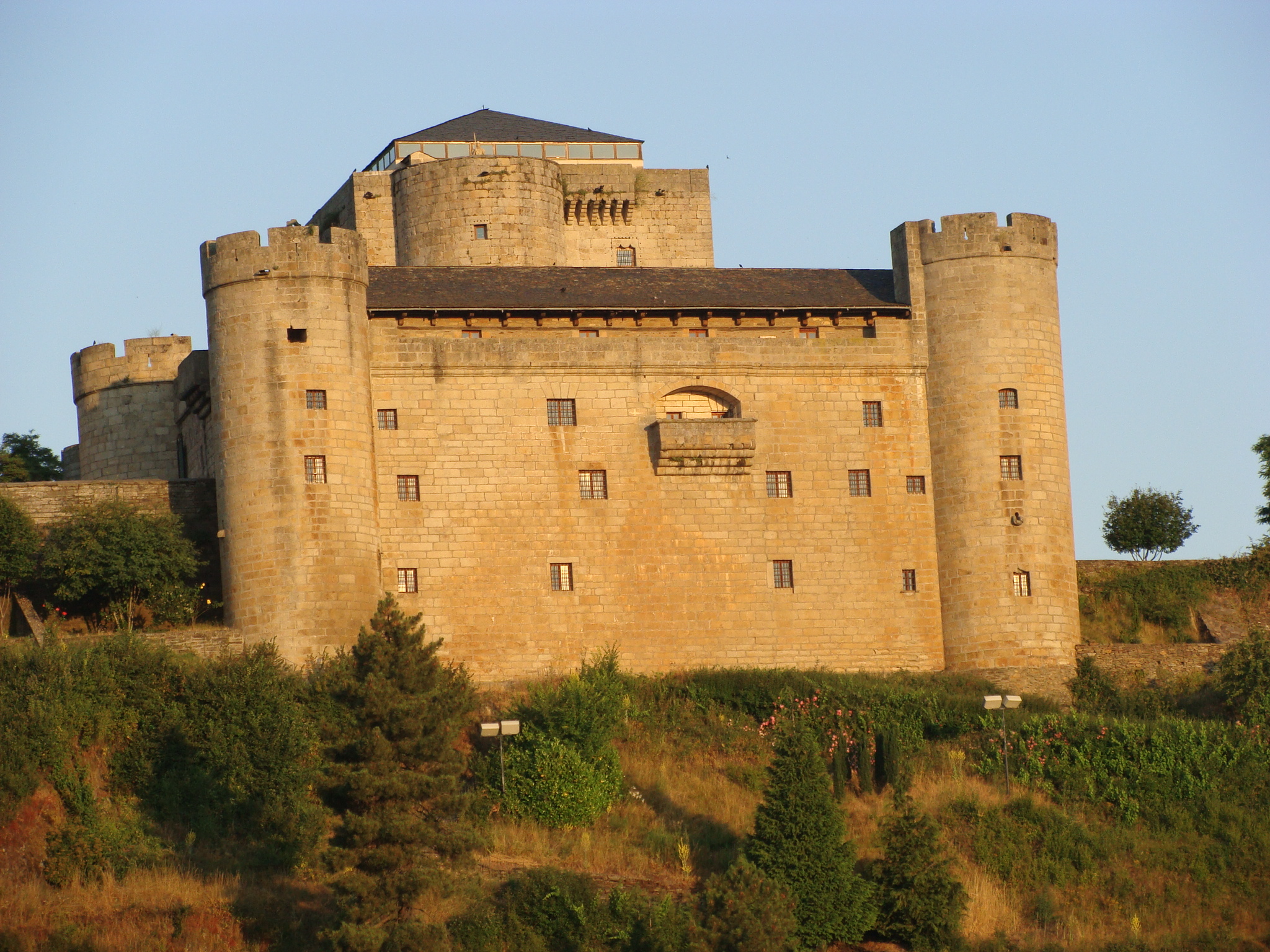
Замок графов Бенавенте (Пуэбла-де-Санабриа)
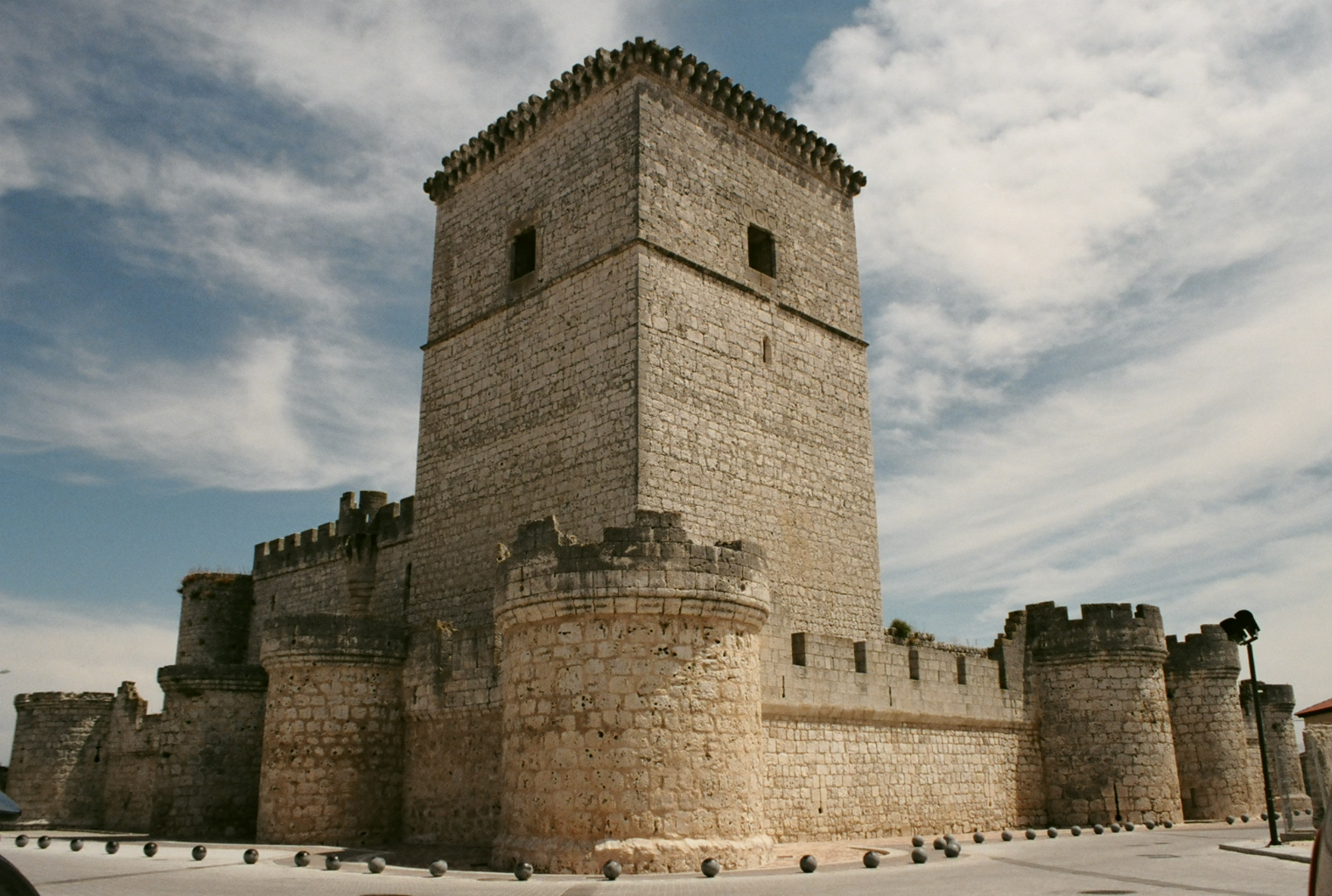
Замок Портильо
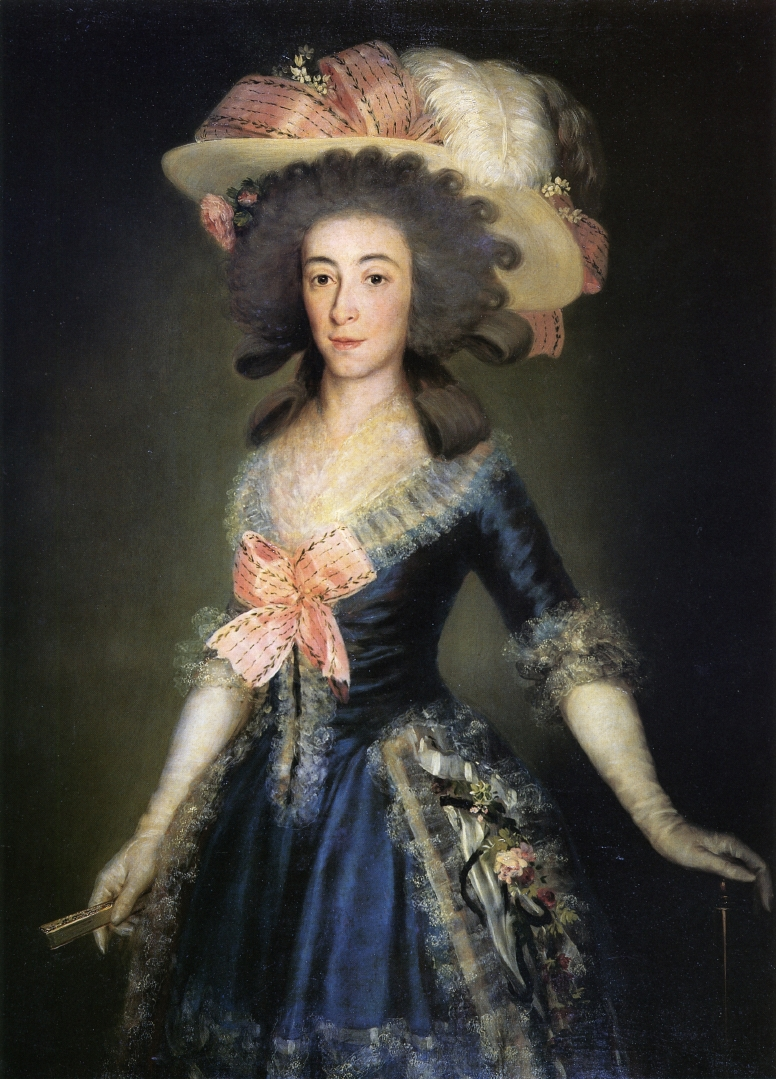
Ф. Гойя. Портрет 12-й герцогини Бенавенте